# Hierodula rufopatellata
Hierodula rufopatellata es una especie de mantis de la familia Mantidae.

## Distribución geográfica
Se encuentra en Mentawai y las islas Sumba.